# Alfred Ryder
Alfred Ryder (5 de enero de 1916-16 de abril de 1995) fue un actor radiofónico, cinematográfico y televisivo estadounidense.

## Biografía
Su verdadero nombre era Alfred Jacob Corn, nació en la ciudad de Nueva York, y era hermano de la también actriz Olive Deering.
Ryder empezó a actuar a los ocho años de edad, y ya de joven estudió con Robert Lewis y Lee Strasberg. Durante la Segunda Guerra Mundial sirvió en las Fuerzas Aéreas del Ejército de los Estados Unidos y actuó en la obra teatral y posterior film titulado Winged Victory, ambos producidos por la Fuerza Aérea durante la contienda.
Ryder es conocido por su participación en más de 100 shows televisivos, entre ellos el primer episodio de la serie Star Trek, "The Man Trap" (1966), en el cual hacía el papel de Profesor Robert Crater. Ryder también destacó como uno de los líderes alienígenas en la serie televisiva Los invasores, y como el fantasma de un capitán de U-Boot alemán de la Primera Guerra Mundial en dos capítulos de Viaje al fondo del mar. 
De sus papeles para el cine quizás destaca el que hizo como abogado defensor en el film de John Wayne True Grit. Otra de sus películas destacadas fue el clásico de cine negro dirigido por Anthony Mann en 1947 La brigada suicida.
Alfred Ryder estuvo casado con la actriz Kim Stanley entre 1958 y 1964, y el matrimonio tuvo un hijo. El fallecimiento del actor tuvo lugar en 1995 en Englewood, Nueva Jersey